# CM101MMXI Fundamentals
CM101MMXI Fundamentals ist ein Zusammenschnitt von Auftritten des türkischen Komikers Cem Yılmaz. Der Film wurde ab dem Jahr 2011 gedreht und erschien am 3. Januar 2013 in der Türkei und in Deutschland.

## Handlung
Als Stand-up-Komiker spielt Cem Yılmaz Alltagssituationen in mehreren Sketchen nach. Hierbei handelt es sich um Situationen die tagtäglich vorkommen, aber über die nur wenig nachgedacht wird. Dazu wird zum Beispiel die Bestellung eines Essens und der Dialog mit einem Kellner in der Gaststätte ins Lächerliche gezogen. Auch einfache Gespräche zwischen Mann und Frau in einer alltäglichen Beziehung werden parodiert. Selbst der Besuch einer Beerdigung wird nicht ausgelassen.

## Hintergrund
Die Produktionskosten beliefen sich auf 300.000 Türkische Lira. Bis zum 24. Februar 2013 spielte der Film allein in der Türkei 37.072.547 Türkische Lira ein.